# Rhododendron indicum
Rhododendron indicum es una especie de Rhododendron nativa de Japón. Existen muchos cultivares.